# Automatic Vehicle Location
Pour les articles homonymes, voir AVL.
 (septembre 2024).
Le terme Automatic Vehicle Location (AVL) désigne une famille de techniques avancées permettant de suivre en temps réel le parcours d’un véhicule.
Technologies associées : GPS, Galileo (système de positionnement), Cell ID, GPRS, GIS